# Mosquée du sultan Hassan

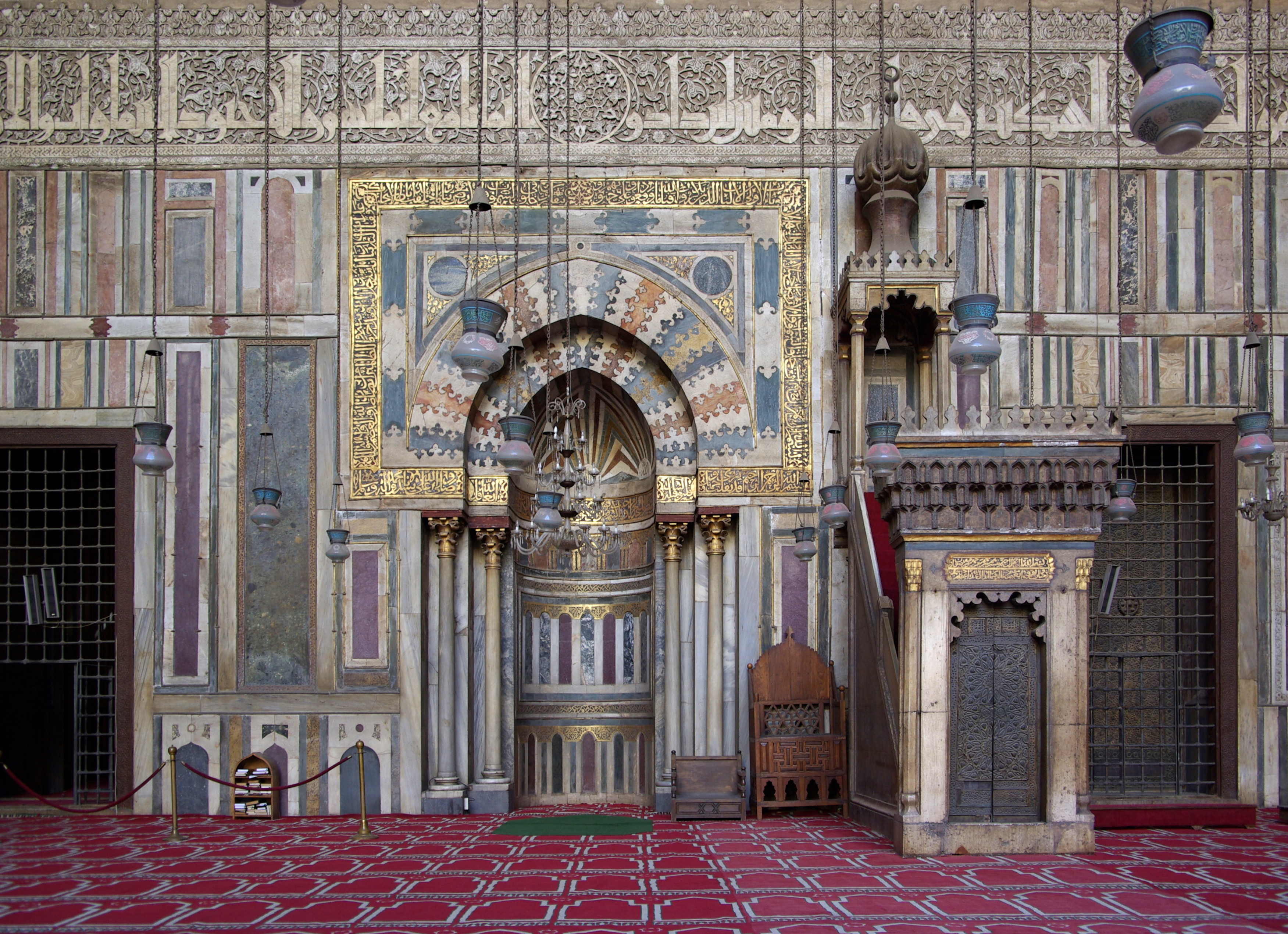
Le mur de la qibla, le mirhab et le minbar

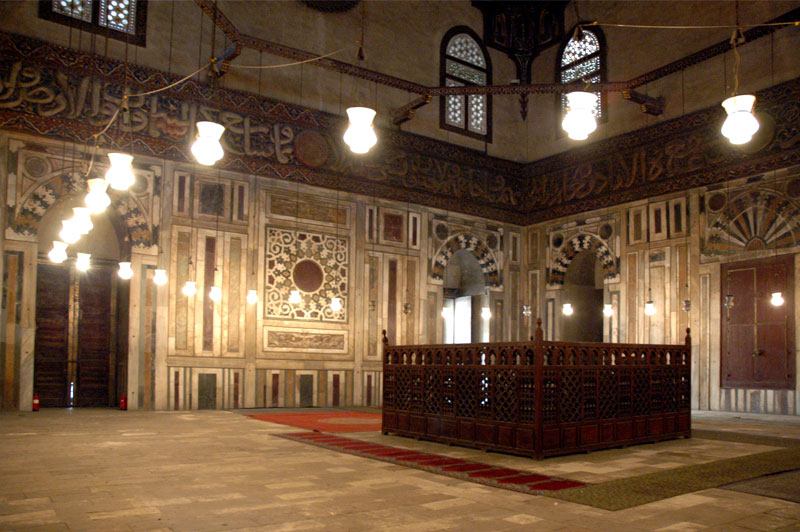
Le cénotaphe du sultan Hassan al-Nasir

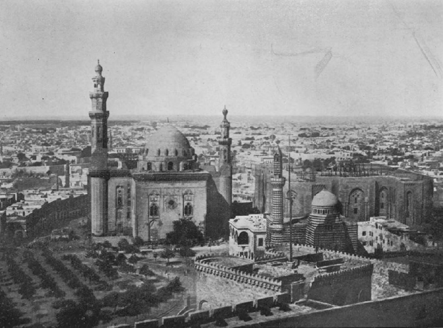
La mosquée en 1907

La mosquée du sultan Hassan (arabe : مسجد السلطان حسن) est un complexe religieux islamique de la ville du Caire, la capitale de la république d'Égypte. Caractéristique de l'architecture mamelouke, elle fut édifiée à partir de 1356 sur l'ordre du sultan An-Nâsir al-Hasan. Ce vaste complexe abritait à l'origine plusieurs importantes madrasas où étaient étudiés les quatre madhhab ou écoles juridiques de l'islam sunnite : l'école hanafite, l'école hanbalite, l'école chaféite et l'école malékite. Le sanctuaire jouxte la mosquée Al-Rifa'i, dont il n'est séparé que par une rue étroite.

## Historique
Les travaux de cet imposant complexe religieux sont initiés par le sultan An-Nâsir al-Hasan, souverain mamelouk controversé qui régna de 1347 à 1351, puis de 1354 à 1361. Cinq ans après le début des travaux, l'un des deux minarets s'effondra sur la foule, causant la mort de plusieurs centaines de personnes. Cette catastrophe fut suivie de peu par l'assassinat du sultan : son corps ne fut jamais retrouvé, bien qu'un mausolée eût été prévu pour recevoir sa dépouille. En 1363, la mosquée et la madrasa sont achevés.
L'architecture de cet édifice emblématique de la ville du Caire est caractéristique de la période mamelouke. Formant un vaste complexe de 7 900 m2, il regroupe une mosquée et une madrasa, l'ensemble s'articulant autour d'une cour intérieure ou sahn. De part et d'autre de cette cour centrale pavée s'ouvrent quatre grandes et profondes arcades ou iwan. Des accès permettent d'atteindre les quatre madrassas que compte le complexe ainsi que les cellules des étudiants. 

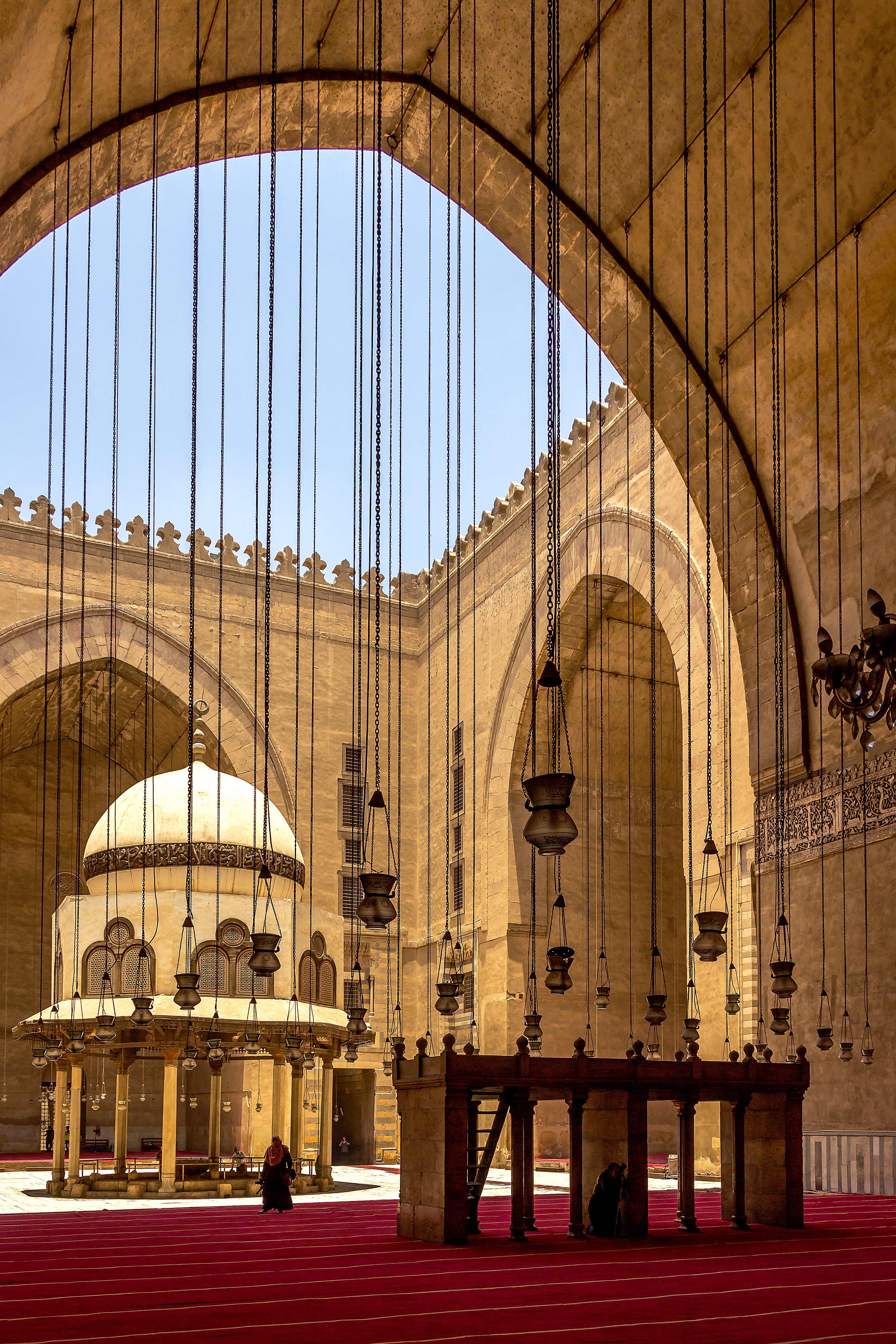
Vue de la cour depuis l'intérieur de l'iwan qui sert de salle de prière. On voit les luminaires, ainsi que la dikka (tribune haute).

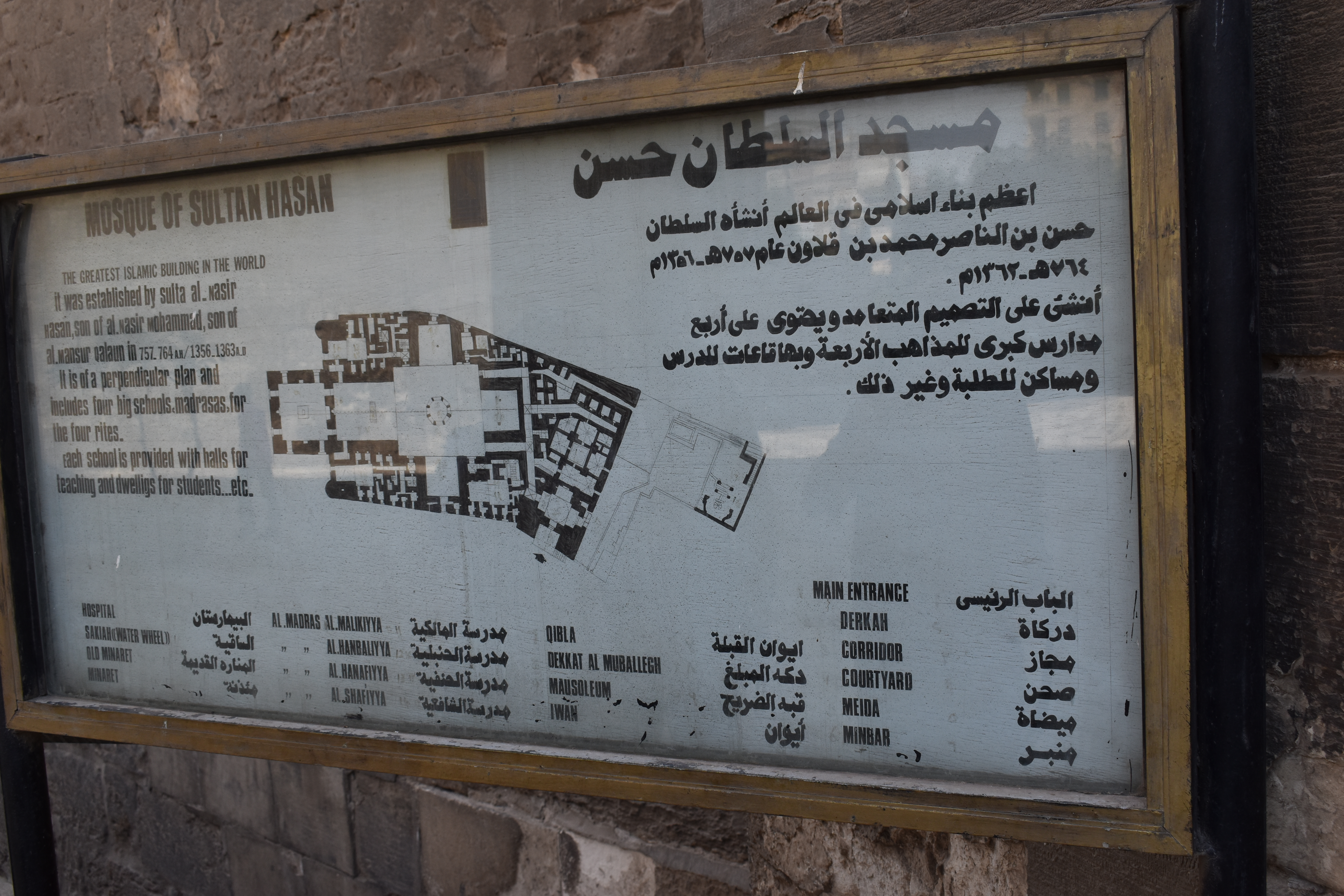
Plan de l'ensemble monumental. On voit le plan cruciforme de la cour, et derrière l'iwan sud-ouest (tout à gauche), l'excroissance de la salle du tombeau du sultan.

L'iwan orienté vers la Mecque est aménagé en salle de prière. Il intègre les éléments classiques du culte islamique : un mirhab et un minbar en marbre polychrome, ainsi qu'une tribune ou dikka servait à la récitation de versets du Coran. Les murs sont recouverts de marbre polychrome, avec un bandeau de citations coraniques en caractères coufiques qui court à mi-hauteur, tandis que cinquante luminaires descendent des voûtes en arc brisé. Une porte ménagée dans le mur de la qibla permet d'accéder au mausolée du sultan. Les murs de cette vaste salle rectangulaire révèlent un agencement tripartite, intégrant décors de marbre polychrome et bandeau de bois orné d'inscriptions coraniques (fatiha) ou honorifiques en lettres blanches. 
Des baies géminées et des oculi laissent filtrer la lumière du jour jusqu'au centre du mausolée. Sous une haute coupole sur pendentifs, se trouve un cénotaphe rappelant la mémoire du sultan, dont le corps ne fut jamais retrouvé.
L'ornementation du complexe comprend de nombreuses marqueteries en marbre blanc ou polychrome, des panneaux de bois sculpté ainsi que des stucs, et laisse apparaître des influences seldjoukides. À l'extérieur, les hauts murs sont couronnés de corniches d'où tombent des muqarnas, ou stalactites. Le portail comprend de lourdes portes où est gravé à six reprises l'inscription : 
«  Puissance à notre maître le sultan al-Malik al-Nasir Hassan — que sa victoire soit fortifiée ! »
Les dimensions du complexe en font un des plus importants sanctuaires de la capitale égyptienne : sa longueur est ainsi de près de 155 m, tandis que le plus haut de ses deux minarets culmine à 81,6 m.

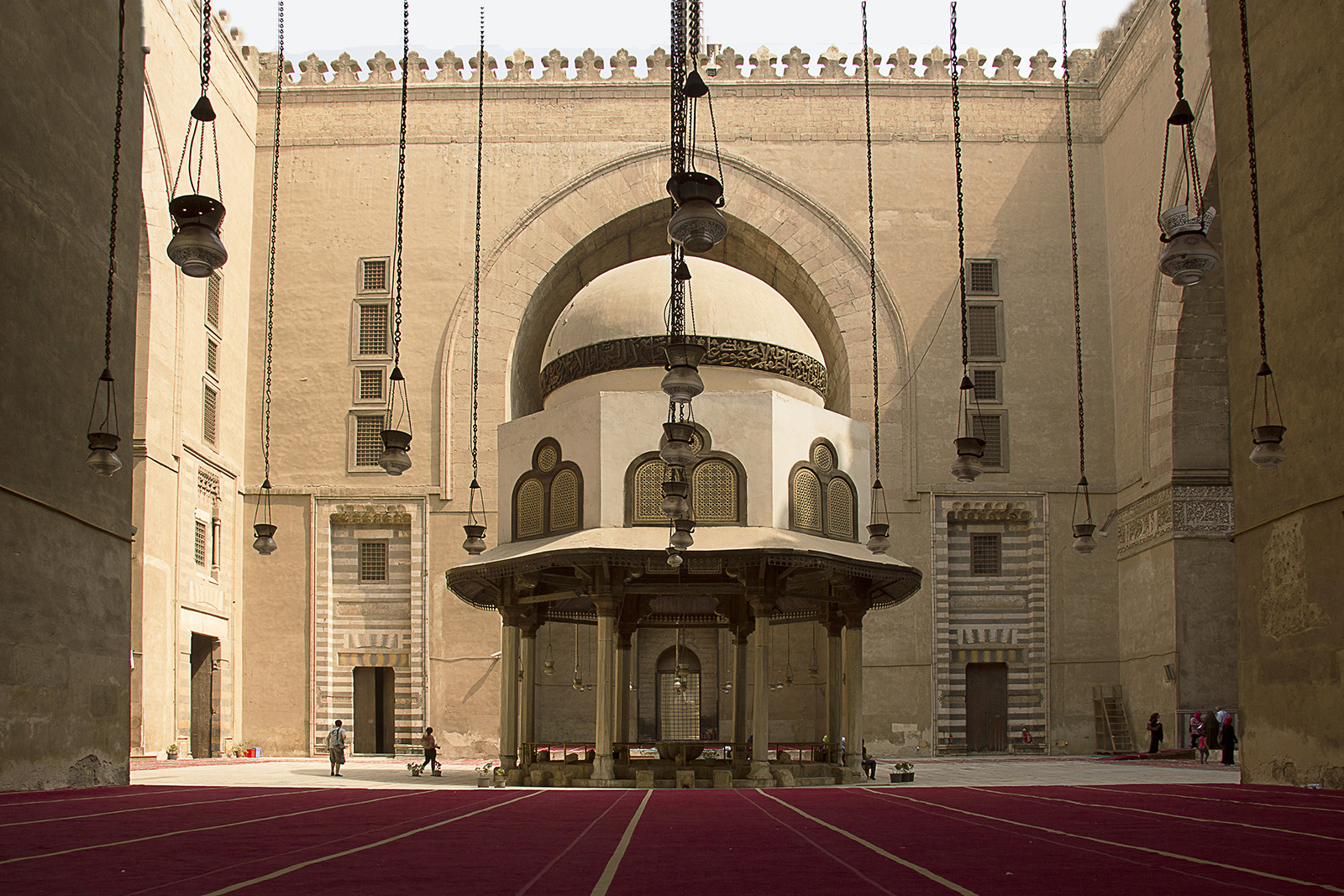
Vue de la cour, en direction de la salle de prière. Derrière la fontaine à ablutions au centre de la cour, on voit bien l'iwan de la salle de prière. À l'arrière de cette salle se trouve le tombeau du sultan Hassan al-Nasir.